# Victoriano de la Serna y Gil
Victoriano de la Serna y Gil (Sepúlveda, 1 de septiembre de 1908-Almodóvar del Campo, 22 de mayo de 1981) fue un torero español.

## Biografía
Victoriano de la Serna nació en Sepúlveda, provincia de Segovia, y desde joven mostró una gran afición por el toreo. Completó la carrera de medicina en la Universidad de Valladolid, licenciándose en 1933, aunque ya desde 1930 se había iniciado en el toreo.
Tras participar en diecinueve novilladas en la temporada de 1931, tomó la alternativa en Madrid el 29 de octubre del mismo año, con Félix Rodríguez Ruiz como padrino y Pepe Bienvenida como testigo.
Tuvo sus mejores temporadas en 1933 y 1934, toreando en 53 corridas cada año. Durante la Guerra Civil Española, se trasladó a Hispanoamérica, donde toreó en diversos países. Tras la guerra, su actividad taurina en España disminuyó, retirándose en 1940 pero regresando en 1943. Tras una corrida en Madrid el 11 de junio de 1944, decidió retirarse definitivamente.
Su estilo como torero fue calificado como "revolucionario", "genial" y "de increíble perfección en la práctica del toreo en su época". José María de Cossío referenciaba que su estilo causaba "estupor", mientras que Don Ventura afirmaba que "nadie había toreado como él toreaba". De gran habilidad con la muleta, con el capote fue calificado por Néstor Luján como "escultor de verónicas" y fue el creador del denominado "pase de las flores".
Se suicidó en su finca Hato de Garro, situada en el valle de Alcudia, término municipal de Almodóvar del Campo (provincia de Ciudad Real). Fue padre del también torero Victoriano de la Serna Ernst y del banderillero José Ignacio de la Serna Ernst, así como abuelo del torero Víctor de la Serna, del novillero Nacho de la Serna, del periodista Jalis de la Serna y suegro del crítico taurino Vicente Zabala Portolés.